# Arturo Lazoli
Arturo Terzo Lazoli (Alessandria, 9 maggio 1898 – Alessandria, 11 gennaio 1976) è stato un calciatore italiano, di ruolo difensore.

## Carriera
Esordisce in massima serie con l'Alessandrina nel campionato 1919-1920, segnando una rete il 5 ottobre 1919 nella partita di qualificazione vinta per 1-0 contro la Novarese; successivamente scende in campo in altre 5 partite, senza realizzare ulteriori reti.
Nella stagione successiva si trasferisce alla Novese, con cui disputa invece 5 partite nel vittorioso Campionato di Promozione (Piemonte).
Nella stagione 1921-1922 gioca 15 partite nella Prima Divisione della CCI, a cui l'Alessandria aveva aderito dopo la scissione di quest'ultima dalla FIGC.
In carriera disputò quindi complessivamente 21 partite di massima serie.